# Einville-au-Jard
Einville-au-Jard  es una población y comuna francesa, en la región de Lorena, departamento de Meurthe y Mosela, en el distrito de Lunéville y cantón de Lunéville-Nord.
Como demuestra la evolución demográfica, la comuna situada al noreste del país ha visto una caída en el número de habitantes en los últimos 60 años bastante considerable. 

## Demografía
| 1255                                                                                       | 1165 | 1154 | 1218 | 1216 | 1263 | 1238 | 1218 | 1081 |
| (Fuente: Institut national de la statistique et des études économiques (INSEE)[Consultar]) |      |      |      |      |      |      |      |      |